# Michal Biza
Michal Biza (* 15. Mai 1978 in Prag, Tschechoslowakei) ist ein ehemaliger tschechischer Volleyball- und Beachvolleyballspieler.

## Karriere Hallen-Volleyball
Biza spielte zunächst Hallenvolleyball, und zwar als Jugendlicher bei Sokol Horní Počernice und dann vier Jahre bei PVK Olymp Prag. Später spielte er zwei Jahre in der 1. Liga bei MFF Prag, dann in der Extraliga für zwei Jahre für Vavex Příbram und schließlich sieben Jahre beim Spitzenklub VK Dukla Liberec.

## Karriere Beachvolleyball
Biza spielte 2001 mit Michal Palinek bei der Europameisterschaft in Jesolo, schied aber nach zwei Niederlagen gegen die Italiener Pimponi/Raffaelli und die Schweden Berg/Dahl früh aus. Von 2002 bis 2005 bildete er ein Duo mit Igor Stejskal, das einige Top-Ten-Ergebnisse bei Challenger-Turnieren erreichte. Bei der EM 2005 in Moskau unterlagen Biza/Stejskal den Deutschen Brink/Schneider und Galli/Raffaelli aus Italien jeweils im Tiebreak. Ein Jahr später verlor Biza mit Přemysl Kubala bei der EM in Den Haag erneut gegen Brink und Dieckmann, bevor er in der Verliererrunde an den Esten Kais/Vesik scheiterte.
2007 traten Biza und sein neuer Partner Martin Lébl bei der Weltmeisterschaft in Gstaad an. Der Auftaktsieg gegen die Russen Barsuk/Kolodinski reichte ihnen nicht zum Weiterkommen, weil sie die restlichen Partien jeweils in drei Sätzen verloren. Zwei Jahre später qualifizierte sich Biza mit Pavel Rotrekl nach mehreren Top-Ten-Platzierungen bei Open-Turnieren für die WM in Stavanger. Dort mussten sich die Tschechen trotz Punktgleichheit mit zwei anderen Teams als Gruppenletzter nach der Vorrunde verabschieden. Anschließend spielte Biza noch bis zu den Prag Open 2010 mit Robert Kufa.